# Яшниченко, Николай Иосифович
Николай Иосифович Яшниченко (1881—????) — генерал-хорунжий армии УНР. Участник Первой мировой войны

## Биография

### Служба в царской армии
Окончил Орловский кадетский корпус, 3-е Александровское военное училище (1901), служил в 43-м пехотном Охотском полка. Весной 1905 перевелся в 35-й пехотный Брянский полк (Кременчуг), который в то время находился на Дальнем Востоке, участвовал в Русско-японской войне. Начало Первой мировой войны встретил командиром роты 35-го пехотного Брянского полка. В 1915-1916 гг. Командовал батальоном этого полка. С 1 января 1916 — полковник. В 1916-1917 гг. находился на должностях вр. и. о. командира 35-го пехотного Брянского полка, вр. и. о. командира 34-го пехотного Севского полка, вр. и. о. начальника бригады 9-й пехотной дивизии и вр. и. о. начальника этой дивизии. Во время Первой мировой войны был трижды ранен, награжден орденом Святого Владимира IV степени с мечами и бантом, отличием Святого Георгия IV степени с лавровой ветвью. Последнее звание в российской армии — полковник.

### Служба в армии УНР
8 января 1918 официально украинизировал 9-ю дивизию и привел ее на Полтавщину на место довоенной дислокации. В 1918 г. — помощник командира 30-го (впоследствии - 22-го) пешего Каневского полка Армии Украинской Державы. С начала декабря 1918 — командир Уманского запасного полка войск Директории. С июня 1919 — помощник командира 8-й Запорожской дивизии Действующей армии УНР. В ноябре 1919 заменил заболевшего тифом полковника Базильского в должности командира 8-го Запорожского отряда Действующей армии УНР. Участник Первого Зимнего похода: помощник начальника Сборной Запорожской дивизии. 28 августа 1920 был ранен в бою с красными, после выздоровления — отправлен в штаб запасных войск Армии УНР.
В 1920-1930-х гг. Жил в эмиграции в Польше. Дальнейшая судьба неизвестна.